# Malacoplax
Malacoplax is een geslacht van kreeftachtigen uit de klasse van de Malacostraca (hogere kreeftachtigen).

## Soort
- Malacoplax californiensis (Lockington, 1877)